# 小行星9269
小行星9269（英語：9269）是一颗围绕太阳公转的小行星。1978年11月7日，埃莉諾·赫琳、舒爾特·巴斯在美國帕洛马山发现了此天体。
这颗小行星的绝对星等为176.9581139646991等。